# Famille Serpotta

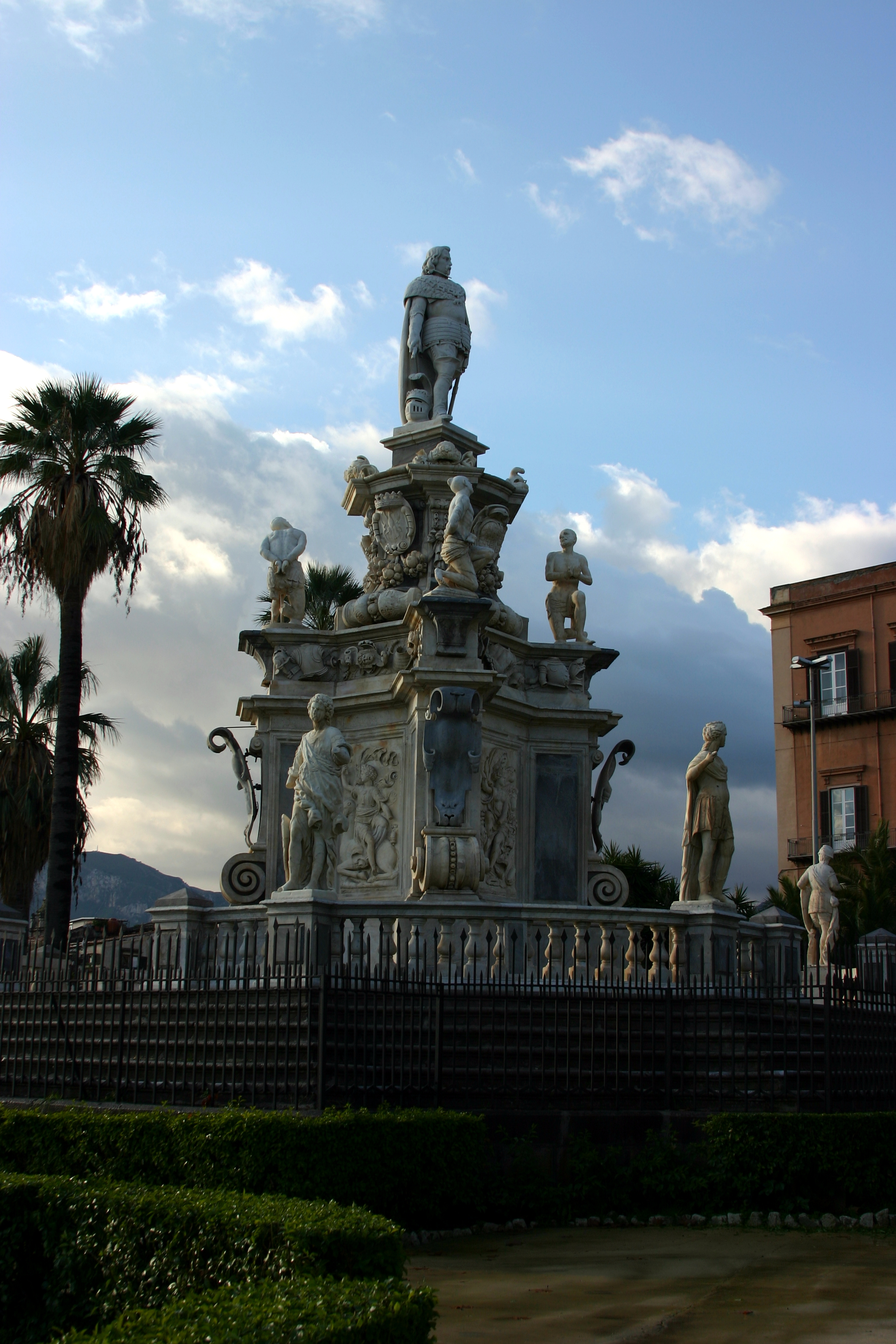
Le Théâtre de marbre à Palerme, œuvre de Gaspare Guercio,, Gaspare Serpotta et Nunzio Morello.

La famille Serpotta est une famille d'artistes italiens spécialisés dans la sculpture et les arts décoratifs. Actifs en Sicile principalement aux  XVIIe et XVIIIe siècles, ils sont représentatifs du baroque sicilien et du rococo, connus pour leur travail sur le stuc. Le plus célèbre d'entre eux est Giacomo Serpotta (1652–1732).

## La famille Serpotta
- Gaspare Serpotta (1634-1670). Il a été formé par Gaspare Guercio (de) (1611-1679). Ses œuvres se trouvent dans la cathédrale de Palerme.
- Giacomo Serpotta (1652–1732), fils de Gaspare
- Giuseppe Serpotta (es) (1653-1719), fils de Gaspare et collaborateur de Giacomo
- Procopio Serpotta (it) (1679-1756), fils naturel et disciple de Giacomo
- Giovan Maria Serpotta, fils de Procopio

## L'atelier des Serpotta
Les continuateurs des Serpotta sont leurs descendants les Firriolo (ou Ferraiolo).
- Domenico Castelli
- Procopio De Ferrari
- Bartolomeo Sanseverino
- Giovanni Firriolo
- Giuseppe Firriolo
- Gaspare Firriolo, gendre de Procopio Serpotta et frère cadet de Giuseppe Firriolo
- Tommaso Firriolo, gendre de Giacomo Serpotta et fils d'Angelo Firriolo
- Domenico Guastella
- Vincenzo Perez